# ВЕЦ „Момина клисура“
Вижте пояснителната страница за други значения на Момина клисура.
ВЕЦ „Момина клисура“ е водноелектрическа централа, разположена при село Момина клисура, област Пазарджик, последното стъпало на Каскадата „Белмекен-Сестримо-Чаира“, собственост на Националната електрическа компания.
Централата е пусната в експлоатация през 1975 година. Тя има две френсисови турбини с общ капацитет за производство на електричество 120 MW и застроено водно количество 56,6 m³/s.
Централата се захранва от води, преработени от ВЕЦ „Сестримо“. Те достигат до нея по открит канал с дължина 4,3 километра, в който се зауства и водохващане на Крива река и който достига до горния изравнител на централата - язовир със стоманобетонова стена и полезен обем 200 хиляди кубични метра. От него до централата водата преминава по напорен тръбопровод с дължина 1236 метра и диаметър, изменящ се от 4,0 до 3,1 метра. Преработените води отиват в малък долен изравнител, след което се отвеждат по дълга 75 километра безнапорна деривация до язовир „Пясъчник“ за използване за напояване.